# Dane Cook
Dane Jeffrey Cook (Cambridge, 18 de março de 1972) é um comediante norte-americano de stand-up comedy e ator cinematográfico. Também realiza vários trabalhos como cantor.

## Vida pessoal
Cook nasceu em Cambridge, Massachusetts, segundo filho de Donna Jean e George F. Cook. Cook tem um meio-irmão mais velho, Darryl e cinco irmãs. Ele foi criado em uma família católica romana, em Arlington, Massachusetts, onde frequentou a Arlington High School.
Cook se descreveu como uma pessoa "muito calma, muito introvertido, tímido" como uma criança, embora ele fosse uma "criança selvagem" em casa. Ele venceu sua timidez em seu último ano do colegial, quando ele começou a atuar e fazer Stand-up comedy. Depois de terminar o colegial, ele estudou design gráfico na faculdade como um plano se caso ele não conseguisse o sucesso na comédia. Ele agora projeta toda a sua mercadoria, incluindo a tampa de seu álbum Harmful If Swallowed.  Cook afirmou que não bebe e nem usa drogas.
O meio-irmão de Cook, Darryl era gerente de Cook nos negócios até 2008, quando foi descoberto que Darryl e sua esposa tinham desviado milhões de dólares de Cook. Ambos Darryl e sua esposa havia sido condenado à prisão pelo desvio.

## Carreira

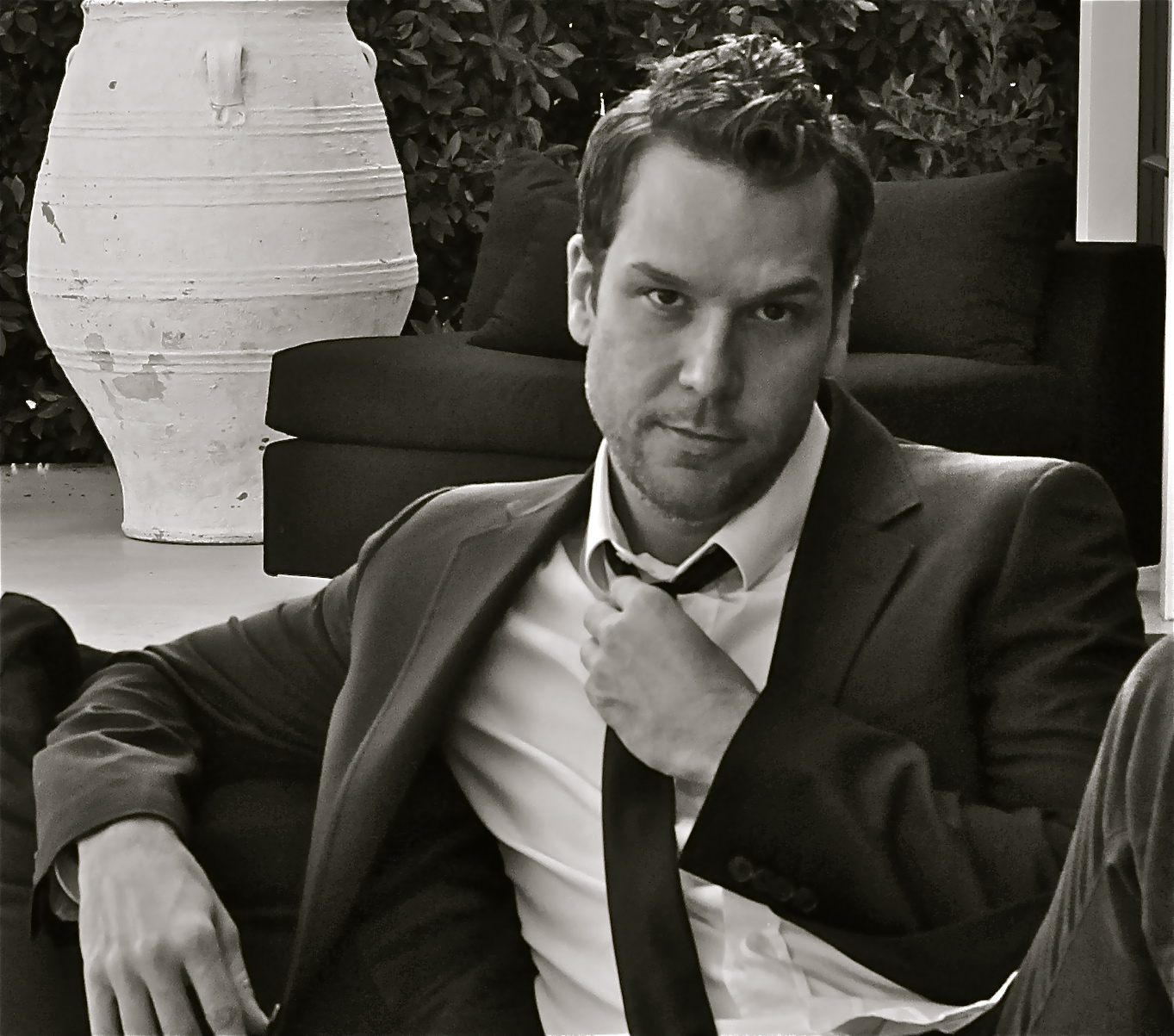
Dane Cook

Cook teve papéis em filmes pequenos, mas seus dois mais notáveis são Mystery Men como "The Waffler" e ao lado de Dennis Rodman em Simon Sez.
Em 2006, Cook atuou em seu primeiro papel principal como o preguiçoso Zack Bradley no filme Employee of the Month, em que estrelou com Jessica Simpson e Dax Shepard. Em Junho de 2007, Cook co-estrelou em seu primeiro papel dramático como o fotógrafo desonesto "Mr. Smith" em Mr. Brooks, estrelado por Kevin Costner. O filme estreou em 4ª nas bilheterias. O filme arrecadou US$10,017,067 no fim da primeira semana.
Em setembro de 2007, Cook atuou como o dentista Charlie Logan em Good Luck Chuck, que co-estrelou Jessica Alba e Dan Fogler. O filme ficou em segundo lugar nas bilheterias dos EUA em sua semana de estreia arrecadando US$13,6 milhões em 2.612 cinemas. O filme passou a ter uma contagem de cerca de 35 milhões de dólares dos EUA e 24 milhões de dólares nos países estrangeiros. Foi muito mal recebido pela crítica. Um mês depois, Cook co-estrelou como Mitch Burns em Dan in Real Life, estrelado por Steve Carell. O filme arrecadou US$11,8 milhões em 1.921 cinemas na semana de estréia, 2ª no ranking das bilheterias. A partir de 06 de julho de 2008, o filme arrecadou US$62,745,217. Recebeu boas críticas.
Em 2008, Cook atuou como Tank no filme My Best Friend's Girl, com Kate Hudson, Jason Biggs e Alec Baldwin. O filme arrecadou US$8,2 milhões em sua semana de estréia, estreando em 3ª nas bilheterias, mas recebeu críticas negativas.
Em 2010, Cook fez um teste para o papel de Capitão América para o filme Captain America: The First Avenger, embora não foi escolhido.
Em 18 de novembro de 2010, foi anunciado que Cook e Josh Hamilton estaram na produção da Neil LaBute chamada Fat Pig. A produção começou em março de 2011.
Ele dará a voz para o personagem principal do filme de animação, Planes.

## "Dane Cook Gets..."
"Dane Cook Gets" foi uma série de Brickfilms criada em 2009 onde o ator sofria diversos ferimentos ao som de Karma Police. O primeiro vídeo foi feito pelo brickfilmer James Morr e se chamava "Dane Cook Gets Slapped by a Hobo With a Fish" onde Dane recebia um tapa de um mendigo assim como no título. Depois disso diversos outros brickfilmers começaram a fazer suas próprias versões do vídeo cada uma com um ataque diferente à Dane. Atualmente os vídeos chegam a mais de 100 e todos podem ser encontrados no Youtube. A série recebeu o prêmio Brick in Motion de melhor série em 2009.

## Discografia

### Álbuns
- 2003: Harmful If Swallowed
- 2005: Retaliation
- 2007: Rough Around the Edges: Live from Madison Square Garden
- 2009: Isolated Incident
- 2010: I Did My Best: Greatest Hits Album

### DVD
- 2003: 8 Guys DVD.
- 2006: Dane Cook: Vicious Circle DVD. HBO. Comedy Central
- 2006: Tourgasm DVD. HBO. Comedy Central.
- 2007: The Lost Pilots DVD. Sony Pictures Television

### Singles
| Ano  | Título               | Posição    | Posição        | Posição            | Posição    | Posição          | Posição  | Álbum |
| Ano  | Título               | US Hot 100 | US Modern Rock | US Mainstream Rock | US Pop 100 | UK Singles Chart | Alemanha | Álbum |
| ---- | -------------------- | ---------- | -------------- | ------------------ | ---------- | ---------------- | -------- | ----- |
| 2006 | "I'll Never Be You"  | -          | -              | -                  | 100        | 1                | 4        | -     |
| 2007 | "Forward"            | -          | -              | -                  | -          | -                | -        | -     |
| 2010 | "Drunk Girl/Red Car" | -          | -              | -                  | -          | -                | -        | -     |

Cook co-escreveu e cantou "Ruthie Pigface Draper" para Dan In Real Life, um filme com Norbert Leo Butz.

## Filmografia
| Ano  | Título                   | Papel                   | Notas          |
| ---- | ------------------------ | ----------------------- | -------------- |
| 1997 | Buddy                    | Fair Cop                |                |
| 1997 | Flypaper                 | Tim                     |                |
| 1999 | Spiral                   | David                   | Curta-metragem |
| 1999 | Mystery Men              | The Waffler             |                |
| 1999 | Simon Sez                | Nick Miranda            |                |
| 2002 | L.A.X.                   | Terrell Chasman         |                |
| 2002 | The Touch                | Bob                     |                |
| 2003 | Windy City Heat          | Roman Polanski          | Filme de TV    |
| 2003 | Stuck on You             | Officer Fraioli         |                |
| 2003 | 8 Guys                   | Dane                    |                |
| 2004 | Humor Me                 | Dane                    | Filme de TV    |
| 2004 | Channel Surfing          | Voz                     | Filme de TV    |
| 2004 | Torque                   | Neal Luff               |                |
| 2004 | Mr. 3000                 | Sausage Mascot          | Voz            |
| 2005 | Cooked                   | Dane                    | Filme de TV    |
| 2005 | Waiting...               | Floyd                   |                |
| 2005 | London                   | George                  |                |
| 2006 | Employee of the Month    | Zack Bradley            |                |
| 2007 | Farce of the Penguins    | Online Penguin          | Voz            |
| 2007 | Mr. Brooks               | Mr. Smith               |                |
| 2007 | Good Luck Chuck          | Chuck/Dr. Charlie Logan |                |
| 2007 | Dan in Real Life         | Mitch Burns             |                |
| 2008 | My Best Friend's Girl    | Tank                    |                |
| 2011 | Guns, Girls and Gambling | Sheriff Hutchins        |                |
| 2011 | Detention                | Principal Verge         |                |
| 2011 | Answers to Nothing       | Ryan                    |                |
| 2013 | Planes                   | Dusty Crophopper        | Voz            |

| Ano  | Título                             | Papel             | Notas                                                |
| ---- | ---------------------------------- | ----------------- | ---------------------------------------------------- |
| 1995 | Maybe This Time                    | Kyle              | 6 episódios (1995-1996)                              |
| 1998 | Suddenly Susan                     | Elliott           | Episódio: "A Kiss Is Just Amiss"                     |
| 1999 | The Late Show with David Letterman | Ele Mesmo         | 2 episódios (1999-2001)                              |
| 2000 | Comedy Central Presents            | Ele Mesmo         | 1 episódio                                           |
| 2002 | The Man Show                       | Blotto Pugilistum | Episódio: "Juggy Car Wash"                           |
| 2002 | Crank Yankers                      | Vários            | 4 episódios (2002-2007)                              |
| 2004 | Good Girls Don't...                | Max               | Episódio: "Whatever Happened to Jane's Baby?"        |
| 2005 | Duck Dodgers                       | Van Chancy        | Episódio: "The Kids Are All Wrong/Win, Lose or Duck" |
| 2006 | Tourgasm                           | Ele Mesmo         | 2 episódios                                          |
| 2011 | Hawaii Five-0                      | Matt Williams     | Episódio: "Loa Aloha"                                |
| 2011 | Louie                              | Ele Mesmo         | Episódio: "Oh Louie/Tickets"                         |
| 2012 | Next Caller                        | Cam Dunne         | 5 episódios (2012-2013)                              |